# Island Shangri-La
El Island Shangri-La (en chino tradicional, 港島香格里拉大酒店) es un hotel de lujo de cinco estrellas de Shangri-La Hotels and Resorts, situado en la zona de Admiralty de Hong Kong. Abrió sus puertas el 1 de marzo de 1991, y está asociado al Kowloon Shangri-La, Hong Kong, situado en Mody Road, Tsim Sha Tsui Este, Kowloon. Business Traveller lo ha designado el «mejor hotel de negocios de Hong Kong» durante tres años consecutivos (2011-2013).

## Historia
El Island Shangri-La de Hong Kong abrió sus puertas el 1 de marzo de 1991 dentro de la segunda fase de la construcción de Pacific Place, un complejo de torres de oficinas, hoteles y un centro comercial situado en el 88 de Queensway, en Admiralty. La primera fase del complejo abrió en 1988, y la tercera y última en 2004. Contiene 565 habitaciones con un precio mínimo de 606 dólares por noche, entre las cuales hay 34 suites con un precio mínimo de 1041 dólares por noche, ubicadas en la mitad superior de la torre más alta del complejo, que tiene 213 metros de altura. El hotel también contiene ocho restaurantes, un centro de negocios, un centro de salud abierto 24 horas al día, una sala de baile de 645 m² y siete salas de reuniones, así como una flota de limusinas. La parte inferior de la torre contiene oficinas, con el nombre de Two Pacific Place.
Pacific Place contiene otros dos hoteles de lujo, el JW Marriott Hotel Hong Kong y el Conrad Hong Kong. El complejo está conectado directamente a la estación de Admiralty del Metro de Hong Kong, que abrió en 1979 y se sitúa en Admiralty, en el este del distrito financiero de Hong Kong.

## Diseño y construcción

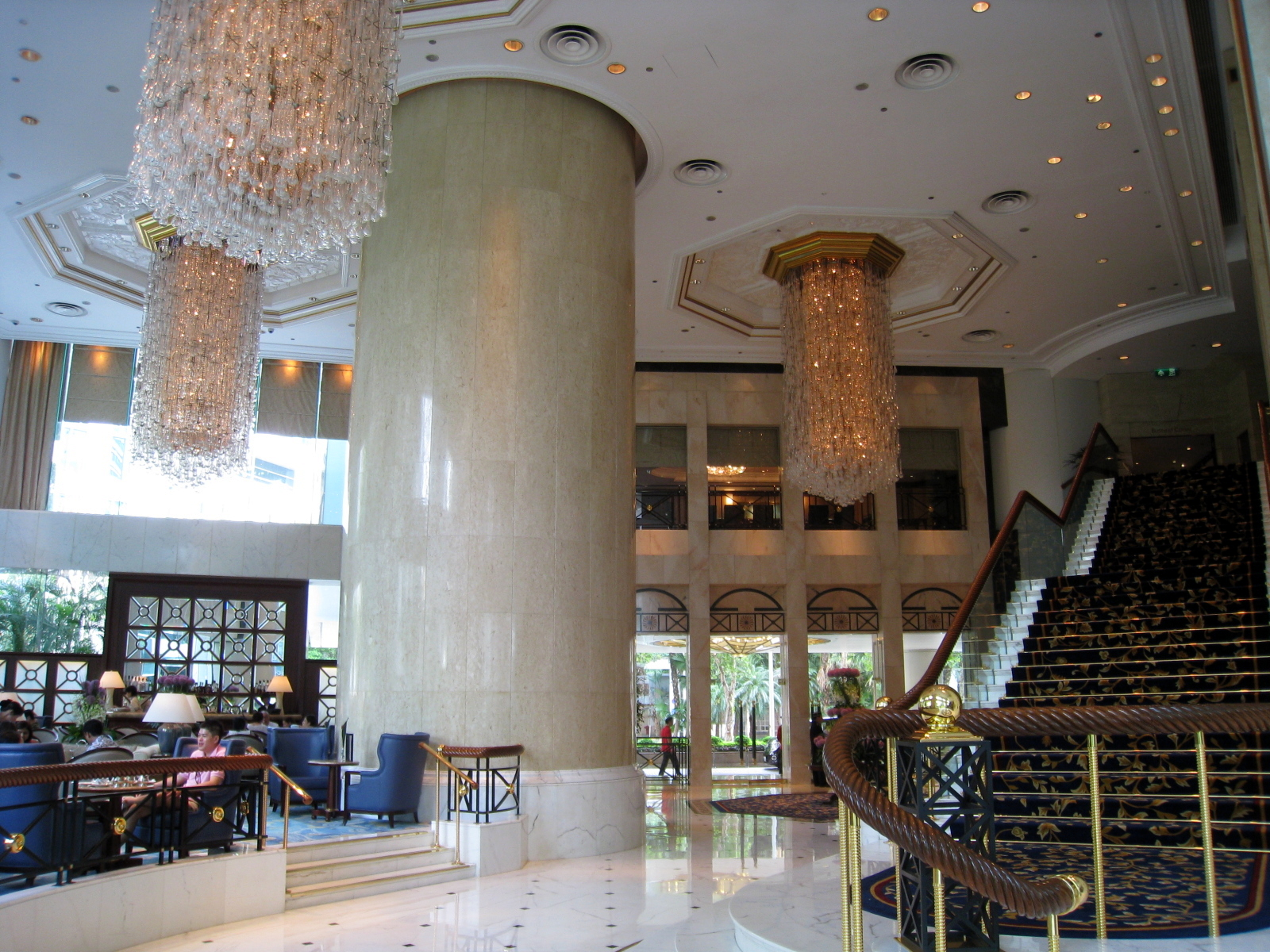
El vestíbulo del hotel.

El interior del hotel fue diseñado por Leese Robertson Freeman Designers y alberga un mural de seda de dieciséis plantas de altura en el atrio, titulado The Great Motherland of China («La gran madre patria china»), el mayor mural de seda chino situado en interiores. Este mural, realizado por cuarenta artistas de Pekín, se puede contemplar desde un ascensor panorámico interior que conduce de la planta 41 a la 56. En el interior hay 771 lámparas de araña vienesas, mientras que las alfombras fueron suministradas por Tai Ping, cuyas alfombras son tejidas a mano en fábricas independientes de China y Nepal.
Según el antiguo vicepresidente y director general Wolfgang Krueger, la proximidad del Parque de Hong Kong, que tiene 80 000 m² de superficie, ha hecho que el hotel sea popular entre viajeros de placer que pueden ir allí a caminar por las mañanas.

## Descripción

### Colección de arte

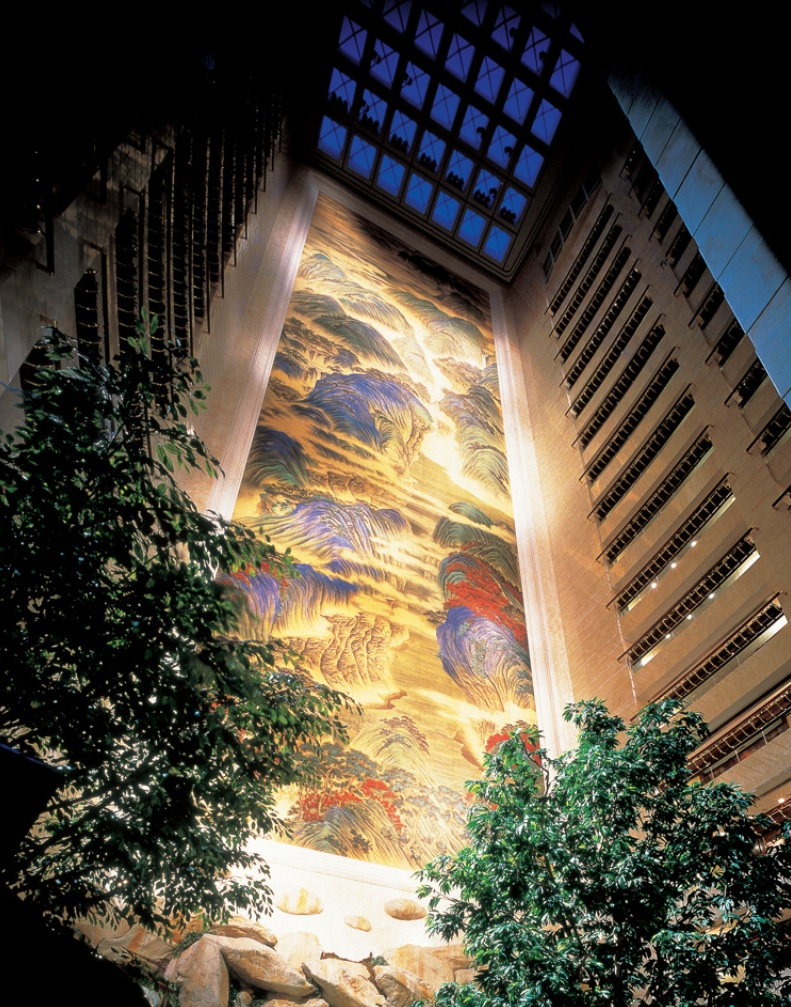
El mural «La gran madre patria china».

«La gran madre patria china» es la pieza central de la colección de arte del hotel. Se compone de 250 paneles y los cuarenta artistas que la realizaron la tardaron en completar seis meses. Escala una pared interior de más de veinte plantas y solo lo pueden ver los huéspedes que se suban al ascensor del atrio del hotel. Además, el hotel tiene más de novecientas obras de arte y celebra ferias y subastas de arte.
Además de las subastas patrocinadas por Bonhams, celebradas en el salón de baile y centradas en el arte asiático contemporáneo, el hotel también fue escogido como lugar de celebración para la Bank Art Fair del empresario Dong Myeong Kim, que expuso obras de más de cien artistas coreanos emergentes en las plantas 41 y 42 entre el 23 y el 26 de mayo de 2013, como parte del Art Basel Hong Kong.

### Habitaciones ysuites
El hotel tiene 531 habitaciones estándar de 45 m², 17 suites ejectutivas de 82 m², 14 suites con vistas del puerto de 88 m², dos suites especiales de 132 m² y una suite presidencial de 209 m². Todas ellas tienen ventanas de cristal del suelo al techo con vistas del Victoria Harbour o la Cumbre Victoria, y están perfumadas con la fragancia propia del hotel, que también se ha puesto a la venta.

### Restaurantes
El hotel contiene ocho restaurantes. Entre los restaurantes de alta cocina está el cantonés Summer Palace, que tiene dos estrellas Michelin, y el francés Petrus, que antiguamente tuvo una estrella Michelin. Los dos recibieron este reconocimiento en la edición inaugural de 2009 de la guía de Hong Kong y Macao. El Summer Palace mantuvo sus dos estrellas Michelin en la edición de 2014. Esta es la lista de restaurantes del hotel:

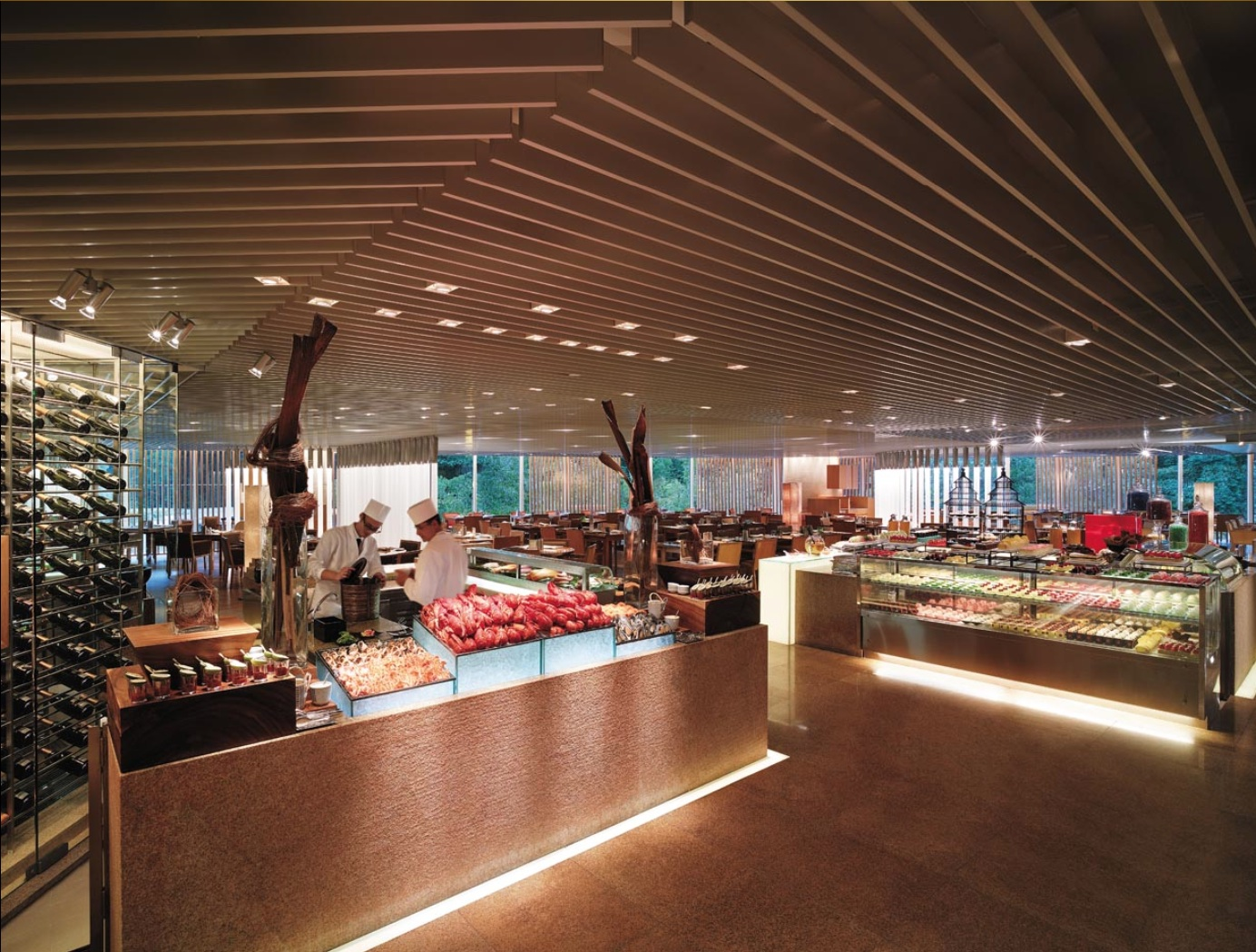
El cafe TOO.

- cafe TOO (bufé)
- Island Gourmet (pastelería)
- Lobby Lounge (internacional)
- Lobster Bar and Grill
- Nadaman (japonés)
- Restaurant Petrus (francés)
- Summer Palace (cantonés)
- Waterwide Terrace (al aire libre)

### Club de salud
Situado en la planta 8, el club de salud ofrece clases de yoga y pilates. Entre los tratamientos ofrecidos se incluye un tratamiento relajante de caviar, que usa la costumbre europea de confiar en productos selectos como jojoba, almendras, menta y aceite de romero para que los tratamientos de spa sean discretos. El club contiene cinco salas de tratamientos, dos para mujeres, dos para parejas y una para hombres.

## Premios
- Incluido en la «lista de oro», Condé Nast Traveler, 2005–13.
- Uno de los «25 mejores hoteles de China por su servicio», de los «25 mejores hoteles de lujo de China» y de los «25 mejores hoteles de China» en el TripAdvisor's Travelers' Choice Award 2012-13.[20]
- «Mejor hotel de negocios de Hong Kong»[7] durante tres años consecutivos[6] y «mejor hotel de negocios de Asia-Pacífico» [21] durante dos años consecutivos, Business Traveller (Asia-Pacífico), 2012
- «Mejor hotel de negocios de Hong Kong», Business Traveller (China), 2011-12.[7][22]
- Uno de los «35 mejores hoteles de China», Condé Nast Traveler, 2012.
- Uno de los «100 mejores hoteles de China», Travel + Leisure, 2007-12.[23]
- Uno de los «mejores hoteles de Asia», Travel + Leisure 500 World's Best Hotels, 2003-12.[24]
- Certificado de mérito en la categoría de hoteles y clubs de ocio, Hong Kong Awards for Environmental Excellence, 2012.
- Uno de los «125 mejores hoteles de Asia», Condé Nast Traveler, 2011.